# Каро (сеть кинотеатров)
«Каро», ранее — «Каро фильм», — российская сеть кинотеатров.

## История
Сеть была основана в 1997 году. В 2001 году сеть была временно объединена с сетью «Формула кино», в 2004 году выручка объединённой сети превысила $50 млн, но в 2005 году объединение распалось из-за конфликта между партнёрами «Формулы кино».
До 2011 года «Каро» являлась крупнейшей сетью кинотеатров в России, но ушла на третье место после поглощений, осуществлённых сетями «Синема парк» и «Формула кино».
В 2012 году соучредители Леонид Огородников и Олег Андреев продали контрольный пакет акций Полу Хету, основателю Kinostar de Lux, и нескольким фондам, включая Baring Vostok Private Equity, UFG Private Equity и Российский фонд прямых инвестиций. По данным издания «Ведомости» сумма сделки могла составить $450 млн за всю компанию или о $200 млн за контрольный пакет.
До 2013 году рекламу в сети размещало агентство «Киномедиа», после 2013 года — «Синема 360».
В 2016 году был запущен проект «КАРО.Арт», поддерживающий и популяризирующий фестивальное и авторское кино. В рамках «КАРО.Арт» ежемесячно проходят премьеры, специальные показы с обсуждениями, встречи и лекции.
Ежегодно с 2022 года в кинотеатрах сети в течение нескольких дней октября проходит Фестиваль КАРО.Арт. По концепции организаторов, смотр представляет собой собрание лучшего авторского зарубежного и российского кино, фильмы с Венецианского, Каннского, Берлинского показов, свежие российские премьеры, а также блоки «Музыка», «Текст», «Арт» и «Театр».

## Описание
На 1 июля 2022 года по данным «Невафильм Research» сеть «Каро» занимала 4-е место в России по числу кинозалов — 204 залов в 35 кинотеатрах, или 4,1 % российских кинозалов. Сокращение числа залов с 1 января составило 24 %.
На 21 октября 2024 года сети принадлежат 31 кинотеатр: 19 кинотеатров в Москве и Московской области, 6 кинотеатров в Санкт-Петербурге, 1 кинотеатр в Екатеринбурге, 1 кинотеатр в Калининграде, 1 кинотеатр в Сургуте, 1 кинотеатр в Тюмени, 1 кинотеатр в Новосибирске, 1 кинотеатр в Краснодаре.
В частности, сети принадлежит московский киноцентр «Октябрь».

## Кинотеатры
Москва:
- Каро 7 Атриум (метро Курская/Чкаловская, ул. Земляной Вал, 33, ТРК Атриум)
- Каро 8 Капитолий Вернадского (метро Университет, пр-т Вернадского, 6, ТРК Капитолий Вернадского)
- Каро 6 Щука (метро Щукинская, ул. Щукинская, 42, ТРК Щука)
- Каро 10 Реутов (метро Новокосино, Носовихинское шоссе, 45, ТРЦ Реутов-Парк)
- Каро Sky 17 Авиапарк (метро ЦСКА, Ходынский бульвар, 4, ТЦ Авиапарк)
- Каро 9 Vegas Каширский (24-й км МКАД, ТЦ Вегас)
- Каро 8 Саларис (метро Саларьево, посёлок Московский, 23-ый км Киевского шоссе, 1, ТРЦ Саларис)
- Каро 4 Высота (метро Кузьминки, ул. Юных Ленинцев, 52, РЦ Высота)
- Каро 4 Нева (метро Беломорская, ул. Беломорская, 16А, РЦ Нева)
- Каро 4 Эльбрус (метро Кантемировская, Кавказский бульвар, 17, РЦ Эльбрус)
- Каро 5 Марс (метро Бибирево, Инженерная улица, 1, РЦ Марс)
- Каро 5 Рассвет (метро Войковская, ул. Зои и Александра Космодемьянских, 23, РЦ Рассвет) - закрыт
- Каро 6 Будапешт (метро Алтуфьево, улица Лескова, 14, РЦ Будапешт)
- Каро 10 София (метро Щёлковская, Сиреневый Бульвар, 31, РЦ София)
- Каро 11 Октябрь (метро Арбатская/Смоленская, улица Новый Арбат, 24)

Московская область:
- Каро 5 Иридиум (г. Зеленоград, Крюковская площадь, 1, ТРЦ Иридиум)
- Каро 4 Подольск (г. Подольск, ул. Большая Серпуховская, ТЦ Капитолий-Подольск)
- Каро Vegas 22 (г. Красногорск, ул. Международная, 12, ТК Vegas Крокус Сити)
- Каро 13 Кунцево (Одинцовский район, 56-й км МКАД, ТРК Vegas Кунцево)

Санкт-Петербург:
- Каро 7 Атмосфера (метро Комендантский Проспект, Комендантская площадь, 1А, ТРК Атмосфера)
- Каро 9 Варшавский Экспресс (метро Фрунзенская/Балтийская, наб. Обводного канала, 118, Фудмолл Vokzal 1853)
- Каро 9 Континент на Звездной (метро Звёздная, улица Ленсовета, 97, ТРК Континент)
- Каро 7 на Стачек (метро Автово, пр-т Стачек, 99, ТРК Континент)
- Каро 5 Невский-2 (метро Улица Дыбенко, пр-т Большевиков, 18, ТРК Невский 2)

Другие города:
- Каро 10 Радуга Парк (г. Екатеринбург, ул. Репина, 94, ТРЦ Радуга Парк)
- Каро 7 Калининград Плаза (г. Калининград, Ленинский пр-т, 30, ТРЦ Калининград Плаза)
- Каро 8 Аура (г. Сургут, Нефтеюганское шоссе, 1, ТЦ Аура)
- Каро 6 Колумб (г. Тюмень, ул. Московский тракт, 118, ТЦ Колумб)
- Каро 10 Галерея (г. Новосибирск, ул. Гоголя, 13, ТРЦ Галерея Новосибирск)
- Каро 8 Галерея (г. Краснодар, ул. Володи Головатого, 313, ТРЦ Галерея Краснодар)

## Руководство

### Генеральные директора
- Пол Хет (2013—2016)[8]
- Ник Глушко (2016—2017)[9]
- Ольга Зинякова (с 1 февраля 2017)[10]